# Chengdu Airlines
Chengdu Airlines (成都航空公司S) è una compagnia aerea cinese con sede ad Chengdu, città sub-provinciale capoluogo della provincia del Sichuan.
Società controllata dalla Sichuan Airlines, gestisce una rete di voli passeggeri nazionali di linea dal suo hub presso l'Aeroporto di Chengdu-Shuangliu. Chengdu Airlines è anche maggior utilizzatore dell'aereo di linea regionale Comac ARJ21.

## Storia
Originariamente chiamata United Eagle Airlines CO., LTD (鷹聯航空公司T, 鹰联航空公司S, nota anche come UEAir), la compagnia è stata fondata nel 2004 da un ex dirigente della China Northwest Airlines, con i finanziamenti necessari forniti dal Vickers Financial Group. Ha preso in consegna il suo primo aereo di linea, un Airbus A320 che in precedenza era appartenuto ad Air Jamaica, l'8 luglio 2005, iniziando ad operare voli di linea dal successivo 27 luglio. Un altro tipo di aeromobile simile, l'Airbus A319 leggermente più piccolo, fu messo in servizio con United Eagle Airlines il 2 dicembre dello stesso anno.
Nel marzo 2009, Sichuan Airlines ha investito 200 milioni di ¥ (30 milioni di dollari USA) in United Eagle Airlines, detenendo così il 76% delle azioni. Alla fine del 2009, queste azioni sono state vendute all'azienda aeronautica Comac e al Chengdu Communications Investment Group. A seguito di questo cambio di proprietà, United Eagle Airlines ha emesso un ordine per 30 esemplari di Comac ARJ21, il primo dei quali, nonostante la consegna fosse inizialmente prevista per la fine del 2010, arrivò alla compagnia alla fine del 2015.
Il 23 gennaio 2010, la compagnia aerea è stata ribattezzata Chengdu Airlines.

## Flotta

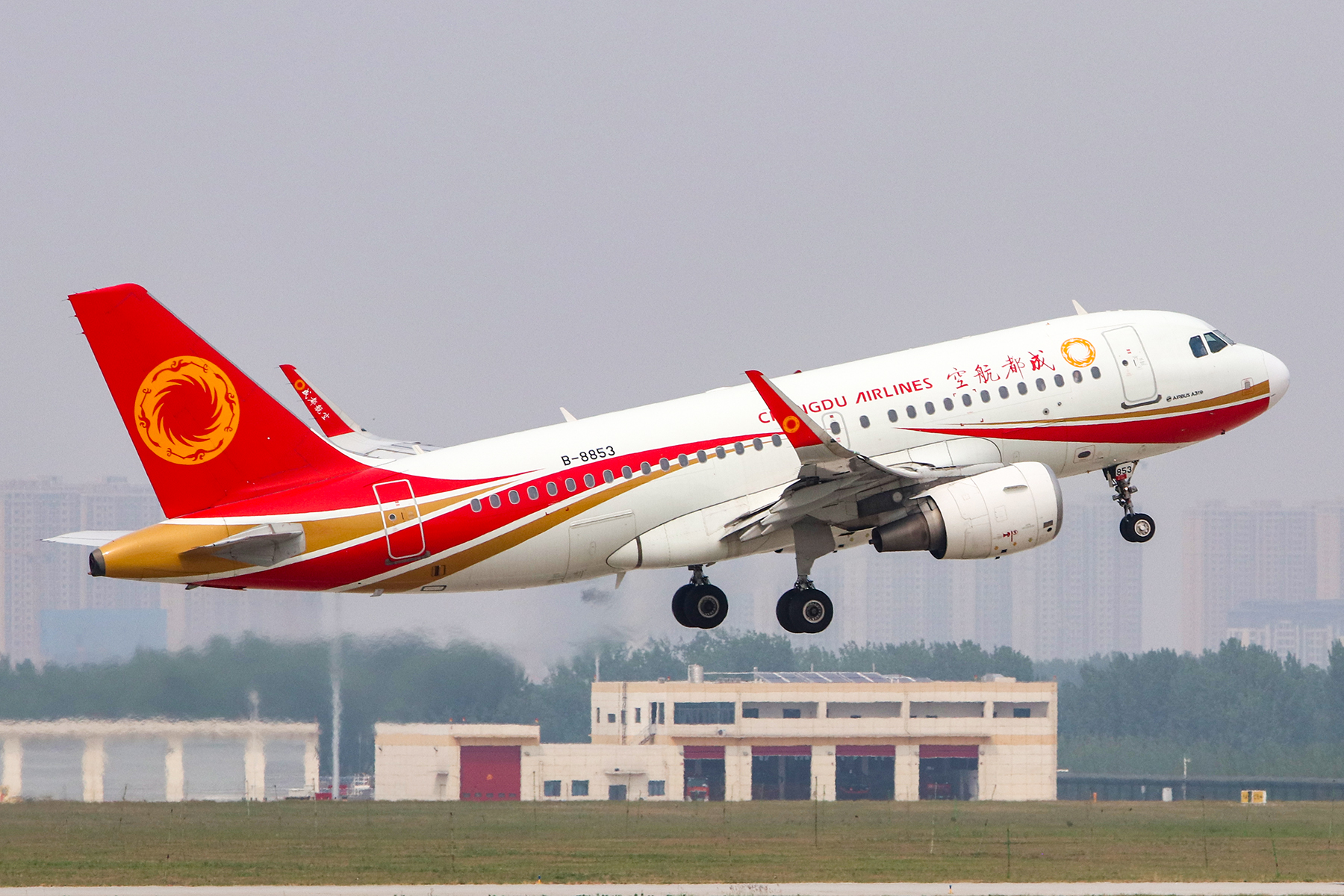
Un Airbus A319.

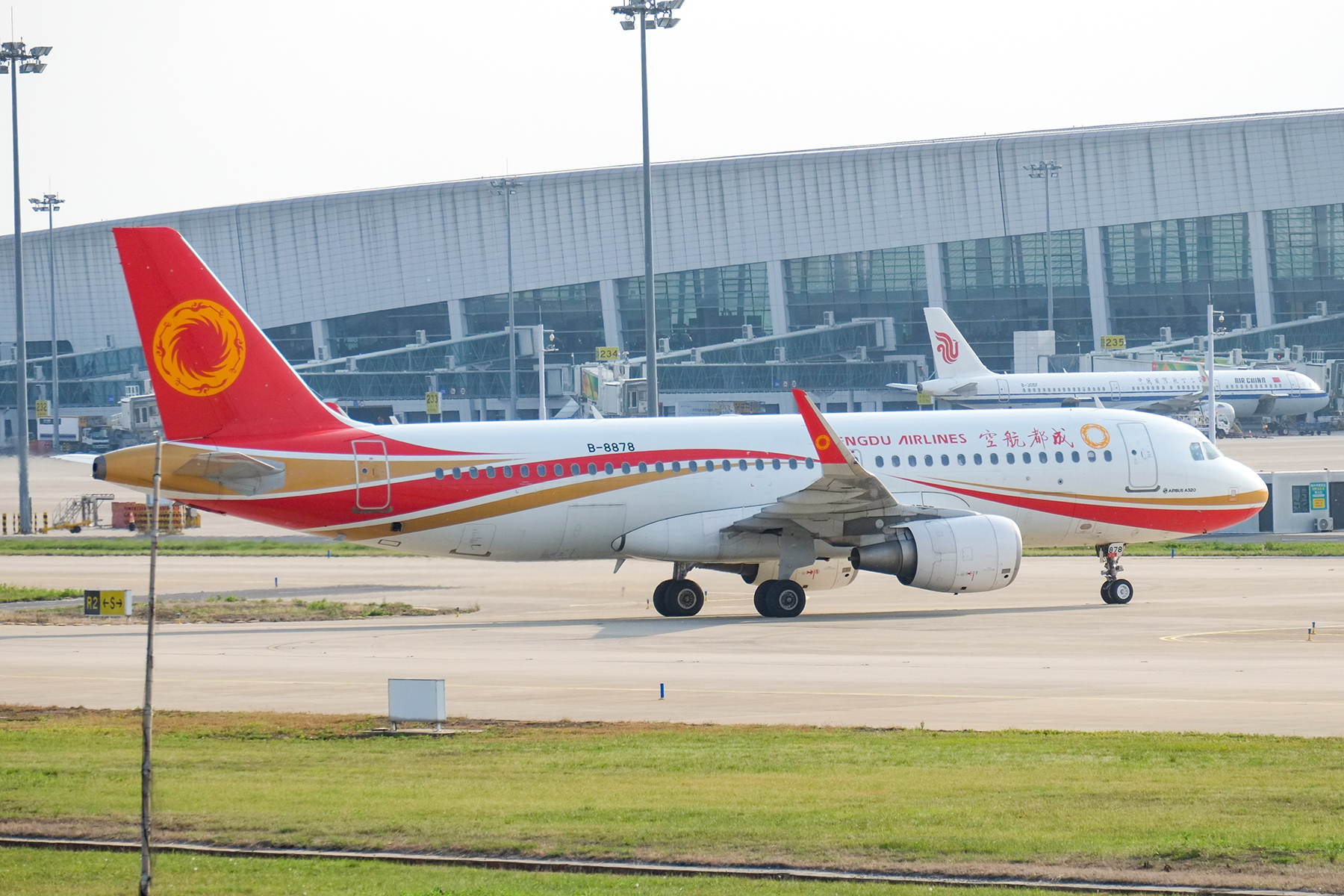
Un Airbus A320-200.

A giugno 2024 la flotta di Chengdu Airlines è così composta: